# Saloya 2da. Sección
Saloya 2da. Sección är en ort i Mexiko.   Den ligger i kommunen Nacajuca och delstaten Tabasco, i den sydöstra delen av landet, 700 km öster om huvudstaden Mexico City. Saloya 2da. Sección ligger 11 meter över havet och antalet invånare är 3 595.
Terrängen runt Saloya 2da. Sección är mycket platt. Runt Saloya 2da. Sección är det tätbefolkat, med 442 invånare per kvadratkilometer. Närmaste större samhälle är Villahermosa, 7,4 km söder om Saloya 2da. Sección. Trakten runt Saloya 2da. Sección består till största delen av jordbruksmark.